# Italia 2
Italia 2 è un canale televisivo italiano privato, affiliato a Italia 1 ed edito da Mediaset. È diffuso a livello nazionale e si propone come canale tematico a target giovanile.

## Storia
Dal 1º luglio 2011 Italia 2 ha iniziato a trasmettere gli spot di lancio. Il 4 luglio ha ufficialmente iniziato le trasmissioni alle ore 22:00 sul canale 35 del digitale terrestre, con la prima visione del film Dragonball Evolution.
Nelle strategie di Mediaset, Italia 2 va ad affiancare La5, canale indirizzato invece a un pubblico femminile. Il palinsesto del canale rispecchia questa logica: è infatti composto da serie televisive, film, cartoni animati, anime (alcuni in prima visione), musica ed eventi sportivi, oltre alla riproposizione di alcuni programmi TV di Italia 1, a cui la rete è affiliata. Sono presenti anche alcune occasionali produzioni interne.
Per il 2 settembre 2012 era previsto un restyling del canale, che avrebbe dovuto chiamarsi Italia .2, ma di fatto non si è mai concretizzato nonostante Mediaset l'abbia annunciato con alcuni promo trasmessi nel corso dell'estate 2012.
Il 3 novembre 2014 Luca Tiraboschi lascia la direzione di Italia 2; al suo posto viene nominato Marco Costa, che dirige anche gli altri canali tematici Mediaset.
Il 30 maggio 2022, Italia 2 ha aggiornato i visual on-air e digital in concomitanza all’inizio della stagione estiva della rete, inaugurata il 15 maggio (data in cui era originariamente previsto il restyling grafico).

## Diffusione
La diffusione del canale ha inizio sul digitale terrestre originariamente sul mux Rete A 1 alla posizione LCN 35 e, dopo qualche settimana, anche sulla piattaforma satellitare Tivùsat, su Hotbird, frequenza 11013 MHz (in seguito sulla 11919 MHz, storica frequenza Mediaset e da fine 2020 sulla 11432 MHz, dov'è presente tuttora).
Dal 5 luglio 2011, insieme a Mediaset Extra, Italia 2 è disponibile anche via satellite al canale 17 di Tivùsat.
Il 4 luglio 2012 si è spostato dal mux Rete A 1 al mux TIMB 1.
Il 28 maggio 2013 il canale è stato spostato nel mux Mediaset 2, mentre la versione del mux TIMB 1 è divenuta provvisoria fino al 14 dicembre seguente.
Il 19 aprile 2018 è migrato sul mux La3, alla posizione LCN 120, e dal 14 maggio seguente ha ceduto il'LCN 35 a Focus, neo-acquisito da Mediaset.
Dal 2 gennaio 2019 diventa disponibile anche all'interno della piattaforma Sky Italia al canale 175.
Dal 28 febbraio 2019 il canale è visibile anche sulle LCN 66 e 566, in precedenza occupate da Retecapri e acquisite da Mediaset dal gruppo Television Broadcasting System.
Dal 9 luglio 2019 è stato visibile nel mux Dfree solo negli LCN 66 e 566, poiché il 120 è stato occupato da 20.
Il 16 settembre 2020 il canale è migrato nel mux Mediaset 3.
Il 20 ottobre 2021 è passato nuovamente nel mux Dfree in MPEG-4.
Il 17 gennaio 2022 seguito della chiusura di Spike, il canale è stato spostato sul LCN 49 (duplicato nel 549) del digitale terrestre e andando nel multiplex Mediaset 1, lasciando così il 66 a Radio 105 TV.
Il 14 luglio 2022, la versione satellitare passa all'HD e il 21 dicembre 2022 anche sul digitale terrestre. La versione in SD resta tuttavia visibile su Mediaset Infinity sino al 17 gennaio 2023.

## Palinsesto
La particolarità del palinsesto di Italia 2 per il primo anno consisteva nella sua suddivisione in zone, ognuna a carattere tematico; tra di esse, degna di nota è la U Zone, realizzata dagli stessi telespettatori attraverso i loro video amatoriali. 
La programmazione della prima serata partiva inizialmente alle 22:00 poi alle 21:30, poi alle 21:10 e infine alle 21:25 come tutti i canali Mediaset, con serie TV e programmi televisivi suddivise in serate a tema.
Nel 2012, l'emittente ha trasmesso varie gare della UEFA Europa League; fino al 2013 in parziale simulcast con Italia 1 prove libere, qualifiche e tutti i Gran Premi del Motomondiale e, dal 2013 al 2018, prove libere, qualifiche e gare dei campionati mondiali Superbike, Superstock, Superstock 300 ed European Superstock 1000.
A partire da settembre 2012, il palinsesto si arricchisce con la trasmissione quotidiana di Sport Mediaset. Dal 2013 ritorna lo storico programma Superclassifica Show, rinominato Superclassifica 2.
L'offerta sportiva in passato era ampliata con prove libere, qualifiche e tutti i Gran Premi del campionato mondiale di Formula E, parte delle quali anche su Italia 1.
Dal maggio 2013 viene introdotta anche una fascia pomeridiana di cartoni animati statunitensi e anime giapponesi. Nel corso degli anni, questa fascia verrà più volte soppressa e reintrodotta, oppure spostata in orario preserale. Tuttavia, non raramente la programmazione del canale contempla la trasmissione di cartoni animati anche in prima o seconda serata.
Dal 2014, viene introdotta anche una fascia mattutina con le repliche dei cartoni animati e anime giapponesi del giorno prima.
Dal gennaio 2020 il mercoledì sera viene dedicato alla trasmissione di serie e film anime, alternando repliche di classici e prime tv. A febbraio 2023 la serata viene spostata al martedì, mantenendo la stessa linea di programmi. Inoltre, dal settembre 2022 la prima serata del lunedì viene dedicata a cartoon americani, alternando repliche e inediti. Da settembre 2024 la serata anime passa al lunedì, sostituendo la serata cartoon che viene così cancellata.
Da giugno 2025 la serata cartoon torna il martedì con la serie American Dad!, lasciando la serata anime il lunedì con i film di Lupin III, la serata dei film commedia al mercoledì, le serate dei film horror al giovedì, al venerdì al sabato e la serata sit-com la domenica con The Big Bang Theory.
Allo spostamento delle rete alla numerazione 66, nelle ore notturne il palinsesto di Italia 2 era occupato dal simulcast di R101 TV; mentre dal 17 gennaio 2022, con lo spostamento al canale 49, ha ripreso la consueta programmazione 24 ore su 24.

### Programmi TV
- Le Iene
- Gamerland

### Programmi musicali
- iTunes Festival
- Sounday Morning
- Mp2 - Music Plays on 2
- Superclassifica 2
- Top of the Pops

### Notiziari
- TGcom24
- Meteo.it
- Ciak News
- Coming Soon

### Sport
- Internazionali d'Italia
- ONE Championship
- La tribù del calcio (2012-2015)
- Undici (2012-2013)
- WWE Raw (2011-2013)

### Serie TV
- Alcatraz
- Fringe (st. 5)
- Revolution (st. 2)
- Believe
- Bob Hearts Abishola
- Community (st. 5-6)
- Orphan Black (st. 1-2)
- Gotham (st. 3)
- Grimm (st. 1-4)
- Justified (st. 2-6)
- Merlin (st. 5)
- Padre in affitto
- Schitt's Creek
- Shameless (st. 4-11)
- A.P. Bio (st. 4)
- The Big Bang Theory (st. 5)
- The Brave
- The Event
- The Middle (st. 1-2; 5-6)
- The Office (st. 1-4)
- 2 Broke Girls (st. 6)

### Cartoni animati
- American Dad! (ep. 6x17-10x20, 11x2, 13x10, 13x16, 16x21-16x22, 17x3, 17x5, 17x14, 17x18, 17x21-17x22, 18x1, 18x6, 18x10, 18x14, 18x16, 19x04, 19x22)
- Duncanville (st. 2-3)
- I Griffin (ep. 8x1-11x7, 11x9-12x21, 14x13-14x14)
- South Park (st. 9-22)
- The Cleveland Show (st. 1-3)
- Capricciosa Orange Road
- Detective Conan (ep. 523-542)
- Fire Force (st. 1-2)
- Future GPX Cyber Formula (ep. 1-14)
- Gaiking - Legend of Daiku-Maryu
- I Cavalieri dello zodiaco - Saint Seiya - Hades (ep. 26-31)
- I Cavalieri dello zodiaco - The Lost Canvas
- Lupin the Third - La donna chiamata Fujiko Mine
- Lupin III - Una storia senza fine
- MÄR
- My Hero Academia
- Mobile Suit Z Gundam (ep. 1-14)
- Naruto: Shippuden (ep. 287-500)
- One Piece (ep. 453+)
- Tutor Hitman Reborn (ep. 1-30)
- Slayers Evolution-R
- Slayers Revolution

## Speaker
Dal 2011 al 2014, lo speaker ufficiale dei promo era il doppiatore Paolo De Santis. Dal 2014 lo speaker ufficiale dei promo è il doppiatore Gianluca Iacono. Per brevi periodi in alcuni promo sono stati sostituiti da Simone D'Andrea nel 2015, da Luca Bottale nel 2017 e dal 2020, da Raffaele Farina nel 2020, da Mario Zucca nel 2022 e da Claudio Moneta nel 2022. Dal settembre 2023 si alternano spesso Gianluca Iacono e Luca Bottale.

## Ascolti
L'obiettivo del canale è quello di raggiungere lo 0,5% di share sul target commerciale in daytime e lo 0,6% sul target uomini 15-34 in prime time. Il picco massimo di ascolti raggiunti dal canale è avvenuto il 14 ottobre 2012 durante il Red Bull Stratos che ha avuto un ascolto medio di 867.000 telespettatori, con uno share del 4,90% sul target individui e del 15,20% sul target uomini 15-34 anni, con picchi massimi di 1.856.000 telespettatori e il 19,4% di share sul target uomini.

### Share mensile di Italia 2
Dati Auditel relativi al giorno medio mensile sul target individui 4+.
| Anno | Gen   | Feb   | Mar   | Apr   | Mag   | Giu   | Lug   | Ago   | Set   | Ott   | Nov   | Dic   | Media anno |
| ---- | ----- | ----- | ----- | ----- | ----- | ----- | ----- | ----- | ----- | ----- | ----- | ----- | ---------- |
| 2011 | -     | -     | -     | -     | -     | -     | -     | 0,39% | 0,31% | 0,26% | 0,25% | 0,31% | 0,30%      |
| 2012 | 0,30% | 0,30% | 0,27% | 0,33% | 0,33% | 0,40% | 0,42% | 0,43% | 0,48% | 0,52% | 0,45% | 0,45% | 0,46%      |
| 2013 | 0,49% | 0,48% | 0,49% | 0,55% | 0,49% | 0,50% | 0,58% | 0,58% | 0,48% | 0,44% | 0,45% | 0,41% | 0,44%      |
| 2014 | 0,39% | 0,34% | 0,38% | 0,44% | 0,47% | 0,48% | 0,48% | 0,62% | 0,51% | 0,47% | 0,49% | 0,54% | 0,52%      |
| 2015 | 0,47% | 0,52% | 0,51% | 0,50% | 0,48% | 0,59% | 0,56% | 0,57% | 0,52% | 0,50% | 0,48% | 0,45% | 0,48%      |
| 2016 | 0,40% | 0,37% | 0,37% | 0,34% | 0,34% | 0,34% | 0,40% | 0,42% | 0,42% | 0,41% | 0,40% | 0,46% | 0,44%      |
| 2017 | 0,42% | 0,36% | 0,37% | 0,37% | 0,38% | 0,41% | 0,45% | 0,44% | 0,33% | 0,41% | 0,31% | 0,32% | 0,34%      |
| 2018 | 0,38% | 0,41% | 0,44% | 0,40% | 0,23% | 0,14% | 0,14% | 0,13% | 0,10% | 0,11% | 0,11% | 0,11% | 0,23%      |
| 2019 | 0,10% | 0,11% | 0,12% | 0,13% | 0,15% | 0,13% | 0,12% | 0,19% | 0,16% | 0,16% | 0,17% | 0,14% | 0,16%      |
| 2020 | 0,13% | 0,14% | 0,18% | 0,20% | 0,22% | 0,20% | 0,21% | 0,19% | 0,16% | 0,14% | 0,18% | 0,18% | 0,18%      |
| 2021 | 0,16% | 0,19% | 0,20% | 0,21% | 0,21% | 0,21% | 0,21% | 0,21% | 0,21% | 0,23% | 0,20% | 0,20% | 0,20%      |
| 2022 | 0,20% | 0,16% | 0,18% | 0,23% | 0,23% | 0,25% | 0,30% | 0,29% | 0,27% | 0,26% | 0,29% | 0,28% | 0,24%      |
| 2023 | 0,28% | 0,28% | 0,28% | 0,26% | 0,29% | 0,30% | 0,34% | 0,36% | 0,33% | 0,33% | 0,36% | 0,38% | 0,32%      |
| 2024 | 0,32% | 0,28% | 0,30% | 0,30% | 0,31% | 0,31% | 0,29% | 0,32% | 0,37% | 0,31% | 0,29% | 0,34% | 0,31%      |
| 2025 | 0,35% | 0,36% | 0,37% | 0,35% | 0,28% | 0,31% |       |       |       |       |       |       |            |

## Direttori
| Nome            | Periodo   |
| --------------- | --------- |
| Luca Tiraboschi | 2011-2014 |
| Marco Costa     | dal 2014  |